# Fernando Ribeiro
Fernando Miguel Santos Ribeiro (ur. 24 sierpnia 1974 w Lizbonie), znany również jako Langsuyar – portugalski wokalista i poeta. Fernando Ribeiro znany jest przede wszystkim z wieloletnich występów w grupie muzycznej Moonspell. W 1998 roku wraz z zespołem Daemonarch (projekt poboczny kilku członków Moonspell) nagrał album pt. Hermeticum. Od 2009 roku współtworzy także grupę Orfeu Rebelde. Felietonista portugalskiego czasopisma muzycznego Loud!.

## Twórczość
- Ribeiro, Fernando, Como Escavar um Abismo, ISBN 989-552-144-8, Wydawnictwo QUASI, 2001
- Ribeiro, Fernando, As Feridas Essenciais, ISBN 978-989-552-040-4, Wydawnictwo QUASI, 2004
- Ribeiro, Fernando, Diálogo de Vultos, ISBN 978-989-552-256-9, Wydawnictwo QUASI, 2007
- Ribeiro, Fernando, Senhora Vingança, ISBN 978-989-557-716-3, Wydawnictwo Gailivro, 2011

## Dyskografia
- Angel – demo (1999, wydanie własne, gościnnie śpiew)[6]
- Rotting Christ – A Dead Poem (1997, Century Media Records, gościnnie: śpiew)[7]
- Daemonarch – Hermeticum (1998, Century Media Records)
- Thragedium – Theatrum XXIII (2001, Half Beast, gościnnie: śpiew)
- The Temple – Diesel Dog Sound (2004, Raging Planet Records, gościnnie: śpiew)
- Assemblent – Equilibrium (2006, Nemesis Musica, gościnnie: śpiew)[8]
- Chaostar – Anomima (2013, Season of Mist, gościnnie: śpiew)